# Afrika-Cup 2002/Qualifikation
Insgesamt 51 Mannschaften meldeten sich zur Teilnahme am Afrika-Cup 2002 in Mali.
Titelverteidiger Kamerun und Gastgeber Mali waren für die Endrunde automatisch qualifiziert. Von den restlichen 49 Mannschaften hatten sieben ein Freilos für die Hauptrunde, die sieben Gruppen zu je vier Mannschaften umfasste. Die restlichen 42 Mannschaften ermittelten in einer KO-Runde mit Hin- und Rückspielen die restlichen 21 Teilnehmer der Hauptrunde. Die Gruppensieger und Gruppenzweiten der Hauptrunde qualifizierten sich für den Afrika-Cup 2002 in Mali.

## Teilnehmer
automatisch qualifiziert
- Kamerun   (Titelverteidiger)
- Mali   (Gastgeber)

## Vorausscheidung

### Gruppe 1
| Datum      |           | Ergebnis |           | Ort         |
| ---------- | --------- | -------- | --------- | ----------- |
| 02.07.2000 | Äthiopien | 1:0      | Sambia    | Addis Abeba |
| 15.07.2000 | Sambia    | 2:0      | Äthiopien | Lusaka      |
| Gesamt:    | Äthiopien | 1:2      | Sambia    |             |

| Datum      |            | Ergebnis |            | Ort          |
| ---------- | ---------- | -------- | ---------- | ------------ |
| 01.07.2000 | Botswana   | 1:0      | Madagaskar | Gaborone     |
| 15.07.2000 | Madagaskar | 2:0      | Botswana   | Antananarivo |
| Gesamt:    | Botswana   | 1:2      | Madagaskar |              |

| Datum      |         | Ergebnis |         | Ort      |
| ---------- | ------- | -------- | ------- | -------- |
| 02.07.2000 | Benin   | 2:0      | Namibia | Cotonou  |
| 15.07.2000 | Namibia | 8:2      | Benin   | Windhoek |
| Gesamt:    | Benin   | 4:8      | Namibia |          |

| Datum |         | Ergebnis |         |
| ----- | ------- | -------- | ------- |
|       | Nigeria | Freilos  | Freilos |

### Gruppe 2
| Datum      |           | Ergebnis |           | Ort      |
| ---------- | --------- | -------- | --------- | -------- |
| 03.07.2000 | Kap Verde | 1:0      | Liberia   | Praia    |
| 16.07.2000 | Liberia   | 3:0      | Kap Verde | Monrovia |
| Gesamt:    | Kap Verde | 1:3      | Liberia   |          |

| Datum      |                | Ergebnis |                | Ort          |
| ---------- | -------------- | -------- | -------------- | ------------ |
| 02.07.2000 | Ruanda         | 2:1      | Republik Kongo | Kigali       |
| 16.07.2000 | Republik Kongo | 5:1      | Ruanda         | Pointe-Noire |
| Gesamt:    | Ruanda         | 3:6      | Republik Kongo |              |

| Datum      |           | Ergebnis |           | Ort           |
| ---------- | --------- | -------- | --------- | ------------- |
| 01.07.2000 | Tansania  | 0:1      | Mauritius | Dar-es-Salaam |
| 16.07.2000 | Mauritius | 3:2      | Tansania  | Curepipe      |
| Gesamt:    | Tansania  | 2:4      | Mauritius |               |

| Datum |           | Ergebnis |         |
| ----- | --------- | -------- | ------- |
|       | Südafrika | Freilos  | Freilos |

### Gruppe 3
| Datum      |                       | Ergebnis |                       | Ort        |
| ---------- | --------------------- | -------- | --------------------- | ---------- |
| 01.07.2000 | São Tomé und Príncipe | 1:1      | Gabun                 | São Tomé   |
| 15.07.2000 | Gabun                 | 4:1      | São Tomé und Príncipe | Libreville |
| Gesamt:    | São Tomé und Príncipe | 2:5      | Gabun                 |            |

| Datum      |           | Ergebnis |           | Ort     |
| ---------- | --------- | -------- | --------- | ------- |
| 02.07.2000 | Swasiland | 3:2      | Kenia     | Mbabane |
| 15.07.2000 | Kenia     | 3:0      | Swasiland | Nairobi |
| Gesamt:    | Swasiland | 3:5      | Kenia     |         |

| Datum |          | Ergebnis                    |                             |
| ----- | -------- | --------------------------- | --------------------------- |
|       | Marokko  | Guinea-Bissau zurückgezogen | Guinea-Bissau zurückgezogen |
|       | Tunesien | Freilos                     | Freilos                     |

### Gruppe 4
| Datum      |              | Ergebnis |              | Ort         |
| ---------- | ------------ | -------- | ------------ | ----------- |
| 30.06.2000 | Mauretanien  | 0:0      | Burkina Faso | Nouakchott  |
| 16.07.2000 | Burkina Faso | 3:0      | Mauretanien  | Ouagadougou |
| Gesamt:    | Mauretanien  | 0:3      | Burkina Faso |             |

| Datum      |                  | Ergebnis |                  | Ort    |
| ---------- | ---------------- | -------- | ---------------- | ------ |
| 02.07.2000 | Äquatorialguinea | 0:1      | Angola           | Malabo |
| 16.07.2000 | Angola           | 4:1      | Äquatorialguinea | Luanda |
| Gesamt:    | Äquatorialguinea | 1:5      | Angola           |        |

| Datum      |           | Ergebnis |           | Ort       |
| ---------- | --------- | -------- | --------- | --------- |
| 30.06.2000 | Dschibuti | 1:3      | Burundi   | Djibouti  |
| 15.07.2000 | Burundi   | 1:0      | Dschibuti | Bujumbura |
| Gesamt:    | Dschibuti | 1:4      | Burundi   |           |

| Datum |          | Ergebnis |         |
| ----- | -------- | -------- | ------- |
|       | Algerien | Freilos  | Freilos |

### Gruppe 5
| Datum      |              | Ergebnis        |              | Ort      |
| ---------- | ------------ | --------------- | ------------ | -------- |
| 20.08.2000 | Sierra Leone | 2:0             | Togo         | Freetown |
| 03.09.2000 | Togo         | 2:0             | Sierra Leone | Lomé     |
| Gesamt:    | Sierra Leone | 2:2 (2:4 i. E.) | Togo         |          |

| Datum      |        | Ergebnis |        | Ort      |
| ---------- | ------ | -------- | ------ | -------- |
| 01.07.2000 | Uganda | 3:1      | Malawi | Kampala  |
| 15.07.2000 | Malawi | 1:2      | Uganda | Blantyre |
| Gesamt:    | Uganda | 5:2      | Malawi |          |

| Datum      |        | Ergebnis |        | Ort     |
| ---------- | ------ | -------- | ------ | ------- |
| 01.07.2000 | Gambia | 2:2      | Guinea | Banjul  |
| 16.07.2000 | Guinea | 2:0      | Gambia | Conakry |
| Gesamt:    | Gambia | 2:4      | Guinea |         |

| Datum |         | Ergebnis |         |
| ----- | ------- | -------- | ------- |
|       | Senegal | Freilos  | Freilos |

### Gruppe 6
| Datum      |                              | Ergebnis |                              | Ort      |
| ---------- | ---------------------------- | -------- | ---------------------------- | -------- |
| 02.07.2000 | Zentralafrikanische Republik | 1:1      | DR Kongo                     | Bangui   |
| 16.07.2000 | DR Kongo                     | 2:0      | Zentralafrikanische Republik | Kinshasa |
| Gesamt:    | Zentralafrikanische Republik | 1:2      | DR Kongo                     |          |

| Datum      |          | Ergebnis        |          | Ort    |
| ---------- | -------- | --------------- | -------- | ------ |
| 02.07.2000 | Lesotho  | 1:0             | Mosambik | Maseru |
| 16.07.2000 | Mosambik | 1:0             | Lesotho  | Maputo |
| Gesamt:    | Lesotho  | 1:1 (3:2 i. E.) | Mosambik |        |

| Datum      |            | Ergebnis |            | Ort      |
| ---------- | ---------- | -------- | ---------- | -------- |
| 01.07.2000 | Seychellen | 0:1      | Simbabwe   | Victoria |
| 16.07.2000 | Simbabwe   | 5:0      | Seychellen | Bulawayo |
| Gesamt:    | Seychellen | 0:5      | Simbabwe   |          |

| Datum |       | Ergebnis |         |
| ----- | ----- | -------- | ------- |
|       | Ghana | Freilos  | Freilos |

### Gruppe 7
| Datum      |                | Ergebnis |                | Ort     |
| ---------- | -------------- | -------- | -------------- | ------- |
| 02.07.2000 | Niger          | 0:1      | Elfenbeinküste | Niamey  |
| 16.07.2000 | Elfenbeinküste | 6:0      | Niger          | Abidjan |
| Gesamt:    | Niger          | 0:7      | Elfenbeinküste |         |

| Datum      |        | Ergebnis        |        | Ort       |
| ---------- | ------ | --------------- | ------ | --------- |
| 30.06.2000 | Tschad | 3:1             | Libyen | N’Djamena |
| 14.07.2000 | Libyen | 3:1             | Tschad | Tripoli   |
| Gesamt:    | Tschad | 4:4 (7:8 i. E.) | Libyen |           |

| Datum      |         | Ergebnis |         | Ort    |
| ---------- | ------- | -------- | ------- | ------ |
| 02.07.2000 | Sudan   | 5:1      | Eritrea |        |
| 15.07.2000 | Eritrea | 2:1      | Sudan   | Asmara |
| Gesamt:    | Sudan   | 6:3      | Eritrea |        |

| Datum |         | Ergebnis |         |
| ----- | ------- | -------- | ------- |
|       | Ägypten | Freilos  | Freilos |

## Hauptrunde

### Gruppe 1
| Pl. | Verein     | Sp. | S | U | N | Tore    | Diff. | Punkte |
| --- | ---------- | --- | - | - | - | ------- | ----- | ------ |
| 1.  | Nigeria    | 6   | 4 | 2 | 0 | 009:100 | +8    | 14     |
| 2.  | Sambia     | 6   | 2 | 2 | 2 | 005:500 | ±0    | 08     |
| 3.  | Madagaskar | 6   | 1 | 2 | 3 | 005:700 | −2    | 05     |
| 4.  | Namibia    | 6   | 1 | 2 | 3 | 005:110 | −6    | 05     |

| 02.09.2000 | Lagos        | Nigeria    | – | Namibia    | 4:0 |
| 02.09.2000 | Lusaka       | Sambia     | – | Madagaskar | 1:2 |
| 07.10.2000 | Antananarivo | Madagaskar | – | Nigeria    | 0:0 |
| 08.10.2000 | Windhoek     | Namibia    | – | Sambia     | 1:2 |
| 13.01.2001 | Lagos        | Nigeria    | – | Sambia     | 1:0 |
| 13.01.2001 | Windhoek     | Namibia    | – | Madagaskar | 2:2 |

### Gruppe 2
| Pl. | Verein         | Sp. | S | U | N | Tore    | Diff. | Punkte |
| --- | -------------- | --- | - | - | - | ------- | ----- | ------ |
| 1.  | Liberia        | 6   | 4 | 1 | 1 | 014:400 | +10   | 13     |
| 2.  | Südafrika      | 6   | 3 | 3 | 0 | 009:400 | +5    | 12     |
| 3.  | Republik Kongo | 6   | 1 | 2 | 3 | 004:900 | −5    | 05     |
| 4.  | Mauritius      | 6   | 0 | 2 | 4 | 002:120 | −10   | 02     |

| 03.09.2000 | Monrovia     | Liberia        | – | Mauritius      | 4:0 |
| 03.09.2000 | Pointe Noire | Republik Kongo | – | Südafrika      | 1:2 |
| 08.10.2000 | Curepipe     | Mauritius      | – | Republik Kongo | 1:2 |
| 16.12.2000 | Johannesburg | Südafrika      | – | Liberia        | 2:1 |
| 13.01.2001 | Bellevue     | Mauritius      | – | Südafrika      | 1:1 |
| 14.01.2001 | Monrovia     | Liberia        | – | Republik Kongo | 5:1 |

### Gruppe 3
| Pl. | Verein   | Sp. | S | U | N | Tore    | Diff. | Punkte |
| --- | -------- | --- | - | - | - | ------- | ----- | ------ |
| 1.  | Marokko  | 6   | 3 | 1 | 2 | 005:400 | +1    | 10     |
| 2.  | Tunesien | 6   | 2 | 2 | 2 | 009:700 | +2    | 08     |
| 3.  | Gabun    | 6   | 2 | 2 | 2 | 008:800 | ±0    | 08     |
| 4.  | Kenia    | 6   | 1 | 3 | 2 | 005:800 | −3    | 06     |

| 02.09.2000 | Libreville | Gabun    | – | Marokko  | 2:0 |
| 03.09.2000 | Nairobi    | Kenia    | – | Tunesien | 0:0 |
| 07.10.2000 | Tunis      | Tunesien | – | Gabun    | 4:2 |
| 08.10.2000 | Casablanca | Marokko  | – | Kenia    | 1:0 |
| 13.01.2001 | Tunis      | Tunesien | – | Marokko  | 0:1 |
| 13.01.2001 | Nairobi    | Kenia    | – | Gabun    | 2:1 |

### Gruppe 4
| Pl. | Verein       | Sp. | S | U | N | Tore    | Diff. | Punkte |
| --- | ------------ | --- | - | - | - | ------- | ----- | ------ |
| 1.  | Algerien     | 6   | 3 | 2 | 1 | 009:700 | +2    | 11     |
| 2.  | Burkina Faso | 6   | 3 | 2 | 1 | 004:300 | +1    | 11     |
| 3.  | Angola       | 6   | 2 | 2 | 2 | 008:700 | +1    | 08     |
| 4.  | Burundi      | 6   | 0 | 2 | 4 | 002:600 | −4    | 02     |

| 03.09.2000 | Bujumbura   | Burundi      | – | Angola       | 0:0 |
| 03.09.2000 | Algier      | Algerien     | – | Burkina Faso | 1:1 |
| 07.10.2000 | Ouagadougou | Burkina Faso | – | Burundi      | 1:0 |
| 08.10.2000 | Luanda      | Angola       | – | Algerien     | 2:2 |
| 12.01.2001 | Algier      | Algerien     | – | Burundi      | 2:1 |
| 13.01.2001 | Ouagadougou | Burkina Faso | – | Angola       | 1:0 |

### Gruppe 5
| Pl. | Verein  | Sp.                                                             | S                                                               | U                                                               | N                                                               | Tore                                                            | Diff.                                                           | Punkte                                                          |
| --- | ------- | --------------------------------------------------------------- | --------------------------------------------------------------- | --------------------------------------------------------------- | --------------------------------------------------------------- | --------------------------------------------------------------- | --------------------------------------------------------------- | --------------------------------------------------------------- |
| 1.  | Togo    | 4                                                               | 3                                                               | 1                                                               | 0                                                               | 007:000                                                         | +7                                                              | 10                                                              |
| 2.  | Senegal | 4                                                               | 1                                                               | 2                                                               | 1                                                               | 004:200                                                         | +2                                                              | 05                                                              |
| 3.  | Uganda  | 4                                                               | 0                                                               | 1                                                               | 3                                                               | 001:100                                                         | −9                                                              | 01                                                              |
| 04. | Guinea  | am 19. März 2001 disqualifiziert, Spiele wurden nicht gewertet. | am 19. März 2001 disqualifiziert, Spiele wurden nicht gewertet. | am 19. März 2001 disqualifiziert, Spiele wurden nicht gewertet. | am 19. März 2001 disqualifiziert, Spiele wurden nicht gewertet. | am 19. März 2001 disqualifiziert, Spiele wurden nicht gewertet. | am 19. März 2001 disqualifiziert, Spiele wurden nicht gewertet. | am 19. März 2001 disqualifiziert, Spiele wurden nicht gewertet. |

| 03.09.2000 | Kampala | Uganda  | – | Guinea  | 3:1 |
| 24.09.2000 | Dakar   | Senegal | – | Togo    | 0:0 |
| 08.10.2000 | Lomé    | Togo    | – | Uganda  | 3:0 |
| 13.01.2001 | Kampala | Uganda  | – | Senegal | 1:1 |

### Gruppe 6
| Pl. | Verein                       | Sp. | S | U | N | Tore    | Diff. | Punkte |
| --- | ---------------------------- | --- | - | - | - | ------- | ----- | ------ |
| 1.  | Ghana                        | 6   | 4 | 1 | 1 | 016:800 | +8    | 13     |
| 2.  | Demokratische Republik Kongo | 6   | 2 | 2 | 2 | 007:900 | −2    | 08     |
| 3.  | Lesotho                      | 6   | 1 | 3 | 2 | 007:900 | −2    | 06     |
| 4.  | Simbabwe                     | 6   | 2 | 0 | 4 | 008:120 | −4    | 06     |

| 03.09.2000 | Harare   | Simbabwe | – | DR Kongo | 3:2 |
| 03.09.2000 | Maseru   | Lesotho  | – | Ghana    | 3:3 |
| 08.10.2000 | Accra    | Ghana    | – | Simbabwe | 4:1 |
| 10.10.2000 | Kinshasa | DR Kongo | – | Lesotho  | 1:1 |
| 14.01.2001 | Bulawayo | Simbabwe | – | Lesotho  | 1:2 |
| 14.01.2001 | Kinshasa | DR Kongo | – | Ghana    | 2:1 |

### Gruppe 7
| Pl. | Verein         | Sp. | S | U | N | Tore    | Diff. | Punkte |
| --- | -------------- | --- | - | - | - | ------- | ----- | ------ |
| 1.  | Ägypten        | 6   | 4 | 1 | 1 | 011:600 | +5    | 13     |
| 2.  | Elfenbeinküste | 6   | 3 | 2 | 1 | 009:400 | +5    | 11     |
| 3.  | Libyen         | 6   | 2 | 0 | 4 | 004:100 | −6    | 06     |
| 4.  | Sudan          | 6   | 1 | 1 | 4 | 003:700 | −4    | 04     |

| 02.09.2000 | Alexandria | Ägypten        | – | Elfenbeinküste | 1:0 |
| 10.09.2000 | Tripoli    | Libyen         | – | Sudan          | 1:0 |
| 08.10.2000 | Khartoum   | Sudan          | – | Ägypten        | 0:1 |
| 19.11.2000 | Abidjan    | Elfenbeinküste | – | Libyen         | 2:1 |
| 14.01.2001 | Kairo      | Ägypten        | – | Libyen         | 4:0 |
| 20.01.2001 | Bouaké     | Elfenbeinküste | – | Sudan          | 2:0 |